# Fritz Kalkbrenner
Fritz Kalkbrenner (Berlin, 1981 –) német lemezlovas és zenei producer. Hét nagylemeze és számos kislemeze megjelent, utóbbiak közül a 2014-es Back Home és a 2015-ben megjelent Void nemzetközileg is sikeres dalok voltak.
Fritz Eisel német festőművész, grafikus unokája, Paul Kalkbrenner (szintén elismert lemezlovas) öccse.

## Diszkográfia

### Nagylemezek
- Here Today Gone Tomorrow (Suol, 2010)
- Suol Mates (Suol, 2012)
- Sick Travellin' (Suol, 2012)
- Ways Over Water (Suol, 2014)
- Grand Départ (Suol, 2016)
- Drown (Suol, 2018)
- True Colours (Nasua, 2020)